# Cirque invisible

Le Cirque invisible est un spectacle de cirque nouveau.

## Historique
Il est créé par Jean-Baptiste Thierrée et Victoria Chaplin, dans la dynamique du Cirque Bonjour créé vingt ans plus tôt, en 1971. Un cirque sans numéro animalier, et qui met davantage l'accent sur l'appel à l'imaginaire du spectateur, que sur des prouesses techniques. Le Cirque Bonjour est invité au festival d'Avignon par Jean Vilar avant même d'être officiellement créé cette année 1971 : « On va s'amuser ensemble » décide Vilar, passionné du spectacle vivant (mais Jean Vilar meurt avant le festival, le 28 mai). 
Il devient ensuite le Cirque imaginaire baptisé ainsi en 1974, puis en 1990 le Cirque invisible, pour prolonger ce renouvellement du spectacle du cirque,,,. L'approche s'inscrit toujours dans la même conception, où, selon Martine Maleval, « l'illusion n'est que prétexte pour éclairer momentanément l'univers des spectateurs, par des jeux de mots et de choses, par une dérision revendiquée et un onirisme décapant ». Il continue à tourner dans les années 2010,
,.